# Den stora besvikelsen

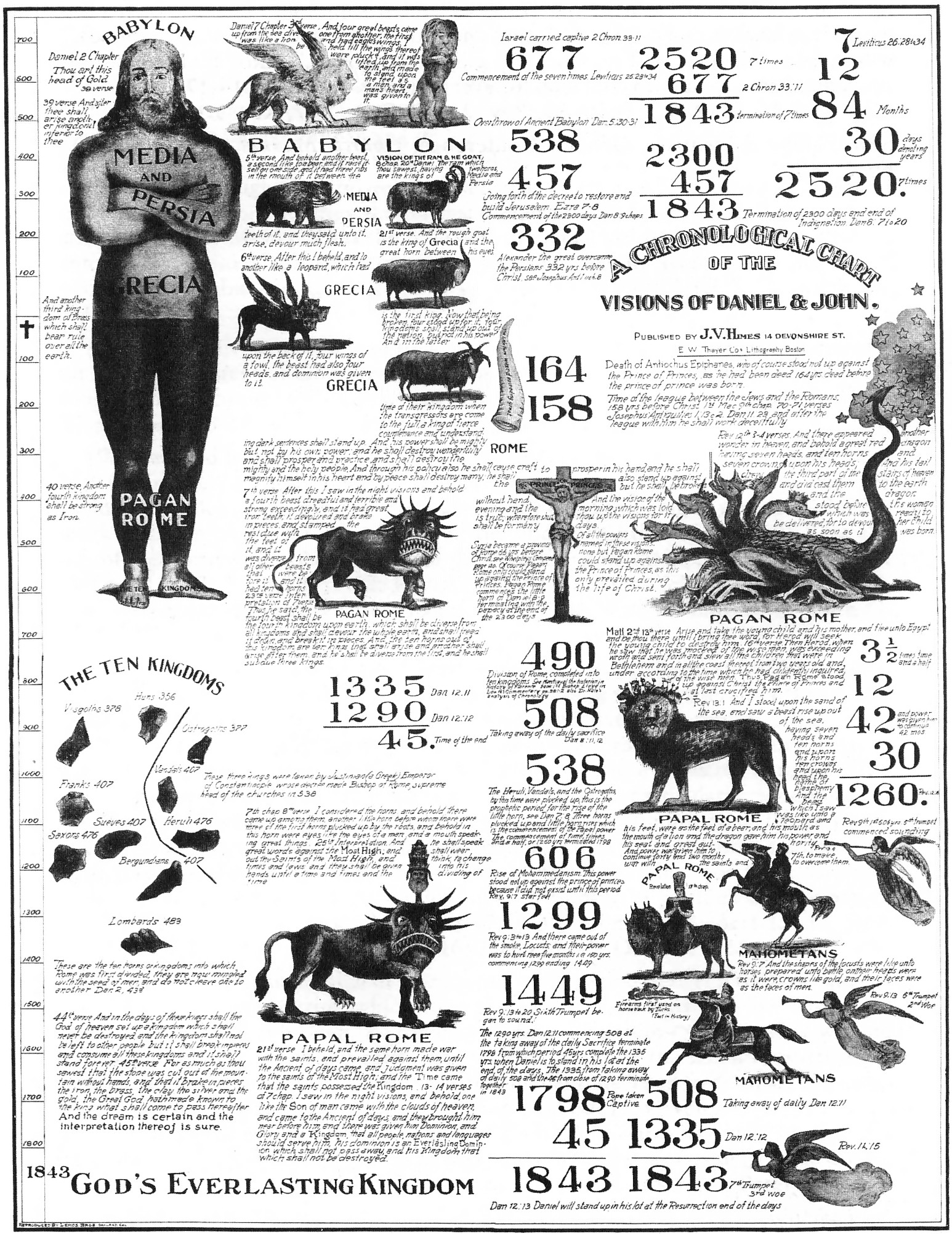
Milleritisk illustration som visar att Jesu återkomst kommer att inträffa 1843.

Den stora besvikelsen (The Great Disappointment) är en period bland vissa kristna församlingar i USA som inföll efter den 22 oktober 1844, då man förutspått att Kristi återkomst skulle ske vid detta datum.
Baptistpastorn William Miller hade sedan 1831 startat en stor väckelserörelse i USA och förutspått att Jesus skulle återvända mellan 21 mars 1843 och samma datum 1844. När detta inte inträffade ändrade han datumet till 22 oktober 1844. När Jesus inte återkom denna dag ledde det till vad som kallas den stora besvikelsen och de flesta av Millers anhängare lämnade honom.
En kvarvarande grupp av Millers anhängare kom så småningom att tolka om 1844 års händelser till att Jesus år 1844 hade gått in i det himmelska templets allra heligaste, och snart skulle komma ut igen, vid vilket tillfälle basunerna skulle börja ljuda och tiden ta slut. Ur denna grupp växte så småningom Sjundedagsadventisterna fram.

## 1844 i den muslimska världen
Även inom islam, särskilt inom shiaislam,  hade man stora förväntningar på år 1844, egentligen år 1260 enligt muslimsk tideräkning. Shaykhi-sektens medlemmar hade fått budskapet av sin ledare Siyyid Kazim (1793-1843) att söka efter "den Utlovade" i Iran. Den 23 maj 1844, förklarade sig en ung köpman vid namn Siyyid `Alí Muḥammad, boende i den iranska staden Shiraz, vara denne utlovade. Han antog titeln Báb, som betyder "port" och menade att han var porten till en ny uppenbarelse, och även den messianska figuren Mahdi.  Hundratusentals personer i Iran och södra Irak (Irak hörde då till Osmanska riket) hörsammade Bábs profetiska anspråk och befolkningen delades i för och emot. Eftersom Báb ville avskaffa prästerskapet, avskaffa sharialagen, införa jämställdhet mellan män och kvinnor, sade sig vara en profet efter Muhammed och ersätta Koranen med en ny skrift, organiserade de rädda och ursinninga prästerna motståndarna, och Iran stod snart på randen till inbördeskrig. Báb fängslades snart och avrättades år 1850.